# Villes-étapes du Tour de France
Villes-étapes du Tour de France présente des statistiques concernant les villes qui ont accueilli la course cycliste du Tour de France depuis sa création en 1903.
En 2023, les villes doivent s’acquitter de 130 000 € pour accueillir une arrivée et 80 000 € pour recevoir un départ.

## Villes du Grand départ

### En France
Sur les 106 éditions du Tour de France s'étant déroulées entre 1903 et 2019, 82 sont parties depuis la France. Paris arrive largement en tête des villes pour le nombre de départs (38), suivie de Brest (4) et d'un peloton de 11 villes ou sites l'ayant accueilli à deux reprises (Strasbourg, Mulhouse, Lille, Rouen, Nancy, Angers, Fleurance, Futuroscope (Chasseneuil-du-Poitou et Jaunay-Clan), Puy du Fou (Les Epesses), Liège et Nice), 24 villes se partageant les autres éditions.
Huit anciennes régions n'ont jamais abrité la ville du Grand Départ : Aquitaine, Auvergne, Bourgogne, Centre, Franche-Comté, Languedoc-Roussillon et Picardie. Si l'on tient compte du nouveau découpage, seules la Bourgogne-Franche-Comté et le Centre-Val de Loire n'ont jamais accueilli le départ.
En ce qui concerne les départements, la Vendée se distingue avec 6 grands départs de ce département.

### À l'étranger
De 1954 à 2019, le départ du Tour de France est donné à 23 reprises dans une ville étrangère : plus de la moitié de ces villes se trouvent au Benelux (six éditions depuis les Pays-Bas, cinq depuis la Belgique et deux depuis le Luxembourg), quatre en Allemagne, deux au Royaume-Uni, tandis que l'Espagne, l'Irlande, Monaco, et la Suisse ont chacun accueilli une fois le départ.
La première ville étrangère à avoir accueilli le Grand départ est la capitale des Pays-Bas, Amsterdam, en 1954, imitée quatre ans plus tard par la capitale belge, Bruxelles, d'où est lancée l'édition 1958. L'Allemagne est le troisième pays qui a l'honneur d'être le point de départ de la Grande boucle avec la seule édition lancée de l'étranger pendant les années 1960, la ville de Cologne étant retenue pour le Tour 1965. Pendant la décennie 1970-1980, les trois mêmes pays accueillent ainsi le Tour 1973 qui débute à Schéveningue, station balnéaire et quartier de La Haye (Pays-Bas), le Tour 1975 à Charleroi en Belgique, à nouveau les Pays-Bas en 1978 avec Leyde et enfin Francfort-sur-le-Main (Allemagne) pour le tour 1980.
La Suisse est à son tour hôte de l'événement pour le Tour de France 1982 qui est amorcé dans la ville de Bâle. En 1987, le peloton prend son élan à Berlin, plus précisément à Berlin-Ouest, l'Allemagne étant encore divisée. La ville de Luxembourg fait entrer dans le cercle un cinquième pays et le troisième du Benelux en 1989. En 1992, le tour est lancé depuis la ville espagnole de Saint-Sébastien, la première fois dans un pays du sud de l'Europe. Dix-huit ans après Leyde, les cyclistes ont à nouveau rendez-vous aux Pays-Bas pour le départ du Tour 1996 à Bois-le-Duc ('s-Hertogenbosch en néerlandais).

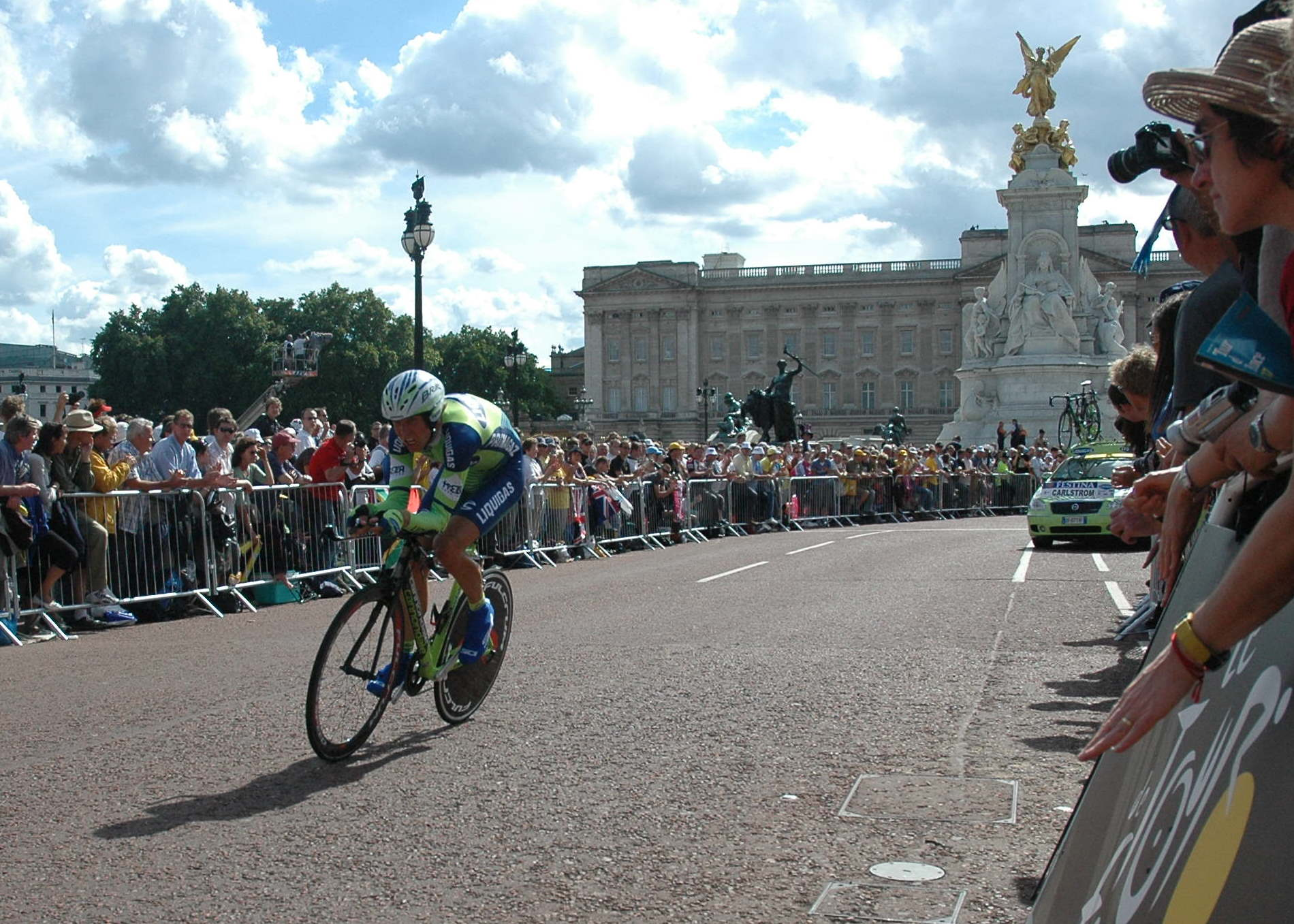
Passage du Tour de France 2007 devant Buckingham Palace à Londres

Une nouvelle étape est franchie lorsque la ville retenue pour l'événement est Dublin, capitale de l'Irlande, pays le plus lointain de la France d'où est parti le Tour à ce jour[Quand ?], et premier pays n'étant pas relié par une continuité terrestre. Retour ensuite au Benelux avec Luxembourg en 2002, première ville étrangère à accueillir le Tour une seconde fois, et la ville belge de Liège en 2004. Neuf ans après Dublin, retour dans les Îles Britanniques, puisque les premiers coups de pédale de l'édition 2007 ont lieu à Londres, capitale du Royaume-Uni. 
En 2009, Monaco devient le neuvième pays d'où part le Tour. Le Tour de France 2010 part pour la deuxième année consécutive de l'étranger et pour la cinquième fois depuis les Pays-Bas, cette fois dans la ville de Rotterdam. C'est la première fois dans son histoire que le Tour s'élance deux années de suite à l'étranger.
Après un retour à Liège (Belgique) en 2012, les coureurs s'élancent pour la deuxième fois du Royaume-Uni (Leeds) en 2014. En 2015, la ville d'Utrecht est la sixième ville néerlandaise à accueillir un Grand départ. 30 ans après Berlin-Ouest, le départ se fait de Düsseldorf (Allemagne). En 2019, le Grand départ a lieu pour la deuxième fois à Bruxelles (Belgique).
En 2022, le Grand départ se fait à Copenhague (Danemark), c'est le plus septentrional de son histoire
Andorre, après l'édition 2009 qui partit de Monaco et l'édition 2024 qui partit de Florence, est le seul état frontalier de la France à n'avoir encore jamais accueilli le départ de la Grande boucle.

## Classements des villes-étapes
Entre 1903 et 2024, et mis à part Paris, Bordeaux (82), Pau (75) et Bagnères-de-Luchon (59) sont les trois villes qui ont le plus souvent accueilli le Tour de France.
Les chiffres ne concernant que les 37 premières éditions du Tour, durant lesquelles le parcours a privilégié les villes proches du littoral et le suivi des frontières de la France sont différents,. Le parcours des premières années est surnommé le « chemin de ronde ». Entre 1903 et 1939, 50 départements (actuels) ne sont pas visités alors que les départements limitrophes accueillent tous la course à l'exception du Pas-de-Calais, des Landes et de la Meuse. À l'exception de Paris, Nice (30) est la ville la plus visitée, suivie de Bordeaux (27) et Bagnères-de-Luchon (27).
Avant la seconde guerre mondiale, les parcours diffèrent peu d'une année sur l'autre et cela sur de longues périodes. De plus, les villes situées le long des frontières terrestres et des côtes sont largement avantagées, car le Tour de France est alors considéré dans sa définition stricto sensu. Ainsi, des villes situées dans les zones frontalières ou littorales du territoire, telles que Nice, Belfort, Bayonne, Perpignan ou Brest…, régulièrement visitées avant 1947, ne l'ont été que très rarement depuis cette date.
Paris accueille toutes les arrivées de la dernière étape ou demi-étape du Tour depuis sa création. Elle n'a accueilli que quatre arrivées d'étape en dehors de cela.
Le Tour a fait étape pour la première fois à l'étranger en 1907, à Metz ; ville allemande à cette époque.

## Économie des villes-étapes

### Acte de candidature
Malgré un coût important, plus de 250 villes se portent chaque année candidates pour accueillir le tour de France. La société Amaury Sport Organisation (ASO), organisatrice du Tour de France, étudie ces candidatures et décide du tracé du tour.
Les villes doivent débourser à ASO 60 000 euros pour accueillir un départ d'étape, 100 000 euros pour une arrivée et 160 000 euros pour être à la fois ville d'arrivée et de départ d'après un article paru dans Le Figaro en 2013. Mais la facture est au bout du compte plus importante. La collectivité qui s'engage à accueillir la course doit mettre ses équipements en conformité avec le cahier des charges imposé par ASO (aménagement de la signalisation routière, réfection et nettoyage des chaussées, pose de barrières de sécurité, mise à disposition de locaux pour une salle de presse pouvant accueillir 450 journalistes de presse écrite, mobilisation de forces de l'ordre, modification de la circulation). Les plus petites villes ne peuvent supporter ces coûts, elles se tournent alors souvent vers les conseils départementaux ou régionaux pour financer l'événement. Les frais sont ainsi très variables d'une ville à l'autre. Ils dépendent de la quantité de travaux à effectuer, des capacités d'hébergement de la commune concernée et aussi du budget qu'elles consacrent à la communication et aux animations autour de l'événement.
Ainsi par exemple, en 2008, Châteauroux (Indre) a déboursé 160 000 euros contre 400 000 euros pour Besançon en 2009 alors que pour les trois jours de course passés sur les routes de Bretagne, l'enveloppe consacrée par les collectivités concernées était de 620 000 euros.
Le président du conseil général de la Manche, Jean-François Le Grand, annonce à l'occasion du tour de France 2016 qui part du Mont-Saint-Michel, qu'un Grand départ se chiffre aux alentours de 2 millions d'euros.

### Retombées économiques
En contrepartie de ces lourdes dépenses de départ, les villes-étapes bénéficient d'un retour sur investissement. Le gain économique est en moyenne six fois supérieur au prix que la ville paie pour recevoir le Tour. Tout d'abord, sur chaque étape, le public est évalué à 500 000 spectateurs dépensant en moyenne deux euros par jour qui alimentent directement l'économie locale. À cela s'ajoute les 4 500 personnes de l'équipe du Tour qu'il faut nourrir et loger et qui sont donc orientés vers les hôtels de la région.
Mais les retombées majeures s'effectuent au niveau de la communication interne. La commune se retrouve à la une de l'actualité durant 24 heures. Les télévisions du monde entier montrent les paysages et les sites culturels de la région et de la ville visitée. C'est un axe de communication pertinent dans une ville touristique. Pour le monde économique, l'intérêt du Tour se trouve d'abord au niveau des relations publiques qu'ils peuvent y réaliser en présentant leurs produits ou leur savoir-faire. Dans cette logique, les différentes localités peuvent installer un village d'entreprises en bordure des structures officielles. ASO s'associe également avec les agriculteurs des régions traversées. En échange d'une prime, ceux-ci réalisent des animations tout au long du trajet. Cela permet à ASO de dynamiser les étapes et aux agriculteurs de vanter leurs produits devant les chaînes de télévisions du monde entier. S’ajoute à la promotion touristique l’augmentation substantielle du chiffre d’affaires des hôtels, restaurants ou boutiques. Les chambres d'hôtel et les gîtes sont réservés environ dix mois à l'avance à plus de 50 km à la ronde. Pour un prix de départ finalement assez faible comparativement à des campagnes de publicité traditionnelles (réclame télévisuelle), le Tour de France apparaît comme une  plaquette touristique réellement efficace compte tenu de sa diffusion mondiale.[réf. nécessaire]